# جول مغدف (حريضة)

تعديل مصدري - تعديل

جول مغدف هي إحدى قرى عزلة حريضة بمديرية حريضة التابعة لمحافظة حضرموت، بلغ تعداد سكانها 318 نسمة حسب تعداد اليمن لعام 2004.